# Fahrzeugsetup

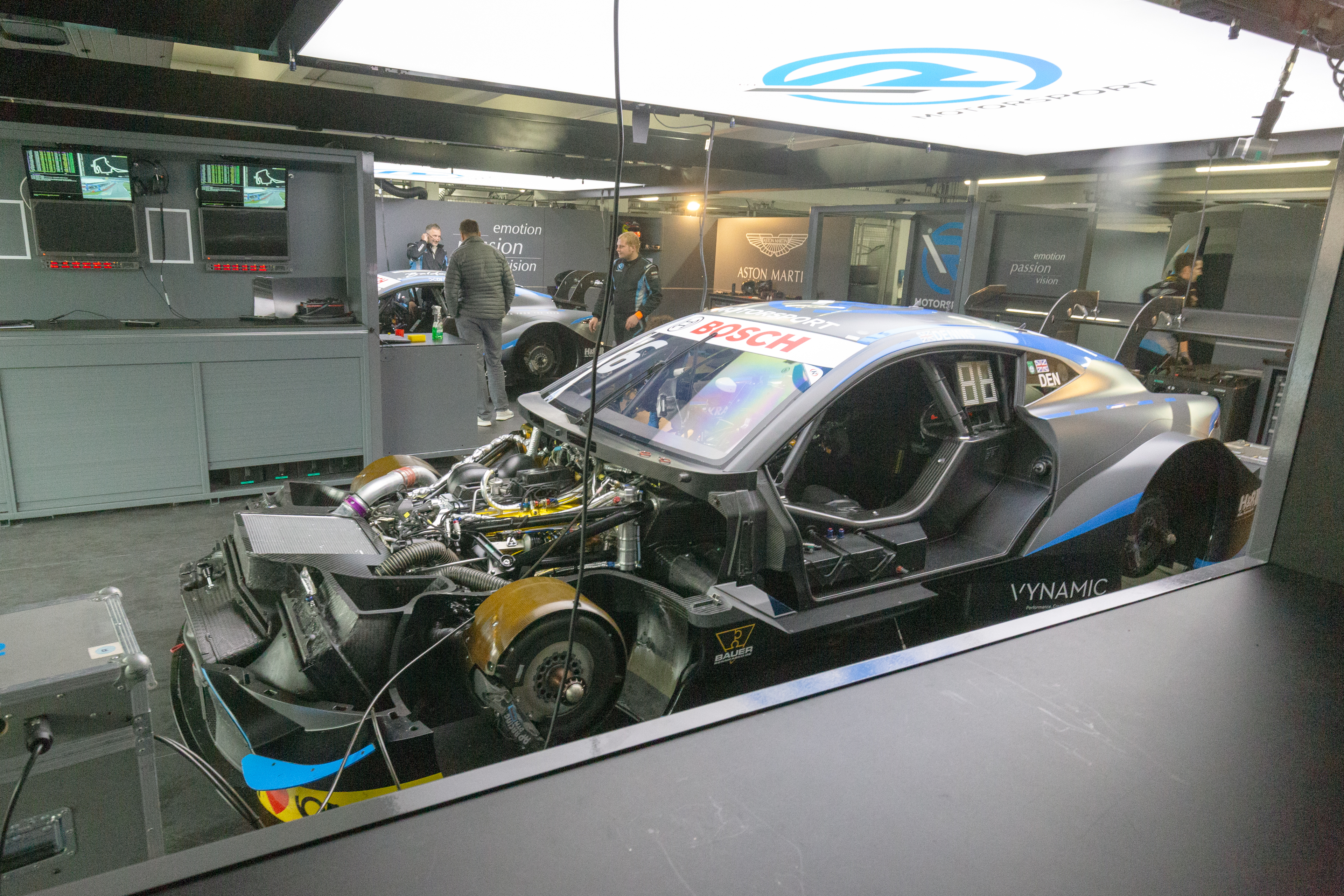
DTM-Fahrzeug in der Box – zur Einstellung des Fahrzeugsetups sind die Räder entfernt worden

Mit dem Begriff Fahrzeugsetup wird die Gesamtheit aller Bestandteile und modifizierbaren Parameter beschrieben, die die Fahrdynamik eines Fahrzeugs im Automobilsport beeinflussen.

## Bestandteile
Jedes Rennfahrzeug muss vor einem Rennen auf die jeweiligen Bedingungen der individuellen Rennstrecke eingestellt werden, um eine möglichst gute Performance im Wettbewerb zu erzielen. Das Ziel ist es dabei in der Regel minimale Rundenzeiten bzw. Höchstgeschwindigkeiten zu erzielen. Im Grenzbereich der Haftung der Reifen werden dabei alle beeinflussenden Parameter relevant.
Beeinflussende Parameter sind zum Beispiel:
- Federn
- Federwegsbegrenzer
- Stoßdämpfer
- Stabilisatoren
- Fahrwerkslagerungen
- Verstärkungsstreben
- Achsgeometrie (Spur, Sturz, Nachlauf, Spurdifferenz, Spreizung …)
- Lenkgeometrie
- Achskinematik
- Reifen (Typ, Mischung, Geometrie, Druck, Schlupf …)
- Fahrzeuggewicht
- Chassisschwerpunkt
- Gewichtsverteilung
- Rollachse
- Bremsbalance
- elektronische Fahrhilfen
- Aerodynamische Hilfsmittel (Flaps, Flügel, Diffusoren)
- Differentialsperren
- Getriebeauslegung
- Hinterachsübersetzung

## Sonstiges
Eine typische Aufgabe der Erstellung eines Fahrzeugsetups ist im Rahmen eines Wettbewerbs eine möglichst genaue Einstellung eines neutralen Fahrverhaltens im Grenzbereich. Dabei soll das Fahrzeug am Limit weder untersteuern noch übersteuern.
Darüber hinaus trägt eine Senkung des Schwerpunkts immer zur Verbesserung des Fahrverhaltens bei und verringert die Gefahr des Überschlagens. Eine Vergrößerung der Spurweite hat einen ähnlichen Effekt, ist aber mit Kompromissen bei der Lenkagilität verbunden. Steifere Federn und/oder Stoßdämpfer, sowohl vorne als auch hinten, verbessern im Allgemeinen das Fahrverhalten auf Kosten des Komforts bei kleinen Unebenheiten. Auch auf den Einfluss und die Trägheitsmomente von ungefederten und rotierenden Massen muss ggf. Rücksicht genommen werden; z. B. durch die Verwendung von Leichtmetallrädern.